# Amusement (magazine)
Pour les articles homonymes, voir Amusement.
Amusement était un magazine français consacré aux jeux vidéo et aux loisirs numériques créé par Abdel Bounane et Jean-Baptiste Soufron, dont le premier numéro est sorti le 16 mai 2008.
Ce magazine haut-de-gamme de 196 pages était diffusé en kiosque en France et dans plusieurs pays anglophones.

## Personnalités interviewées
- William Gibson
- Michel Gondry
- Jacque Fresco
- Michael Moorcock
- Peter Molyneux
- Kaz Hirai (PDG de Sony Computer Monde)
- Ora-ïto
- Jean-Charles de Castelbajac
- Yelle
- Midnight Juggernauts
- Miltos Manetas
- Sara Forestier
- Tetsuya Mizuguchi

## Numéros
- Premier numéro : « Le nouveau joueur prend le pouvoir »
- Deuxième numéro : « Castelbajac, digital créateur »
- Troisième numéro : « Japon (& Off) »
- Quatrième numéro : « Magic! Internet… et les objets prennent vie »
- Cinquième numéro : « Sara Forestier: Jeu d'actrice dans les Sims 3 »
- Sixième numéro : « Bug! »
- Septième numéro : « Helena Noguerra : Virtuelle dans Heavy Rain »
- Huitième numéro : « Politechnology »
- Neuvième numéro : « Digital Movers »
- Dixième numéro : numéro spécial 2 ans (compilation)[2]
- Onzième numéro : « Tronified! »
- Douzième numéro : « Neteffect »
- Treizième numéro: « Things Unlimited »[3] (sorti en Kiosque mais jamais envoyé aux abonnés)

Certains abonnements au magazine couraient jusqu'au numéro 15, on peut donc supposer qu'un numéro 14 et 15 étaient prévus même s'ils n'ont jamais formellement été annoncés[Interprétation personnelle ?].